# I'm Mandy Fly Me
Im Mandy Fly Me er en populær sang af rockbandet 10cc udsendt i 1970. I april 1976 lå sangen nr. 6 på de engelske hitlister og nåede desuden også top 60 på the Bilboard Hot 100. Sangen er formentlig inspireret af en af Eric Stewart's besøg på en lufthavn, hvor han så et skilt, hvorpå der stod noget i retningen af "I'm Cindy, Fly Me".